# リ・ミョンスン
リ・ミョンスン（李明順、리명순、1992年1月26日 - ）は、北朝鮮出身の女子卓球選手。
2012年のロンドンオリンピック、2016年のリオデジャネイロオリンピック北朝鮮代表（卓球個人・団体）。